# Míla Šulc
Míla Šulc, též Miloslav Šulc (* 1929) je český filmový herec.
Ve filmu začínal malými rolemi v dětských filmech režiséra Radima Cvrčka, v pohádce Hodina modrých slonů z roku 1971 hrál jednu z hlavních postav kouzelníka Bertoldiho. Později hrál jen epizodní role, a to i ve filmech jiných režisérů. Jeho hlavní profese byla nejspíš jiná než herectví, neboť nebyl v angažmá žádného divadla.

## Filmografie
- 1967 Táňa a dva pistolníci – řidič Laktosu, mlékáren
- 1969 Dospěláci můžou všechno – příslušník VB
- 1970 Ten člověk! (krátkometrážní komedie) – sebevrah
- 1971 Hodina modrých slonů – kouzelník Bertoldi, Tomášův dědeček
- 1971 Panter čeká v 17.30 – hromotluk
- 1972 Šaty (televizní film)
- 1973 Noc na Karlštejně – zbrojnoš
- 1975 Prodaná nevěsta – vesničan na pouti
- 1975 Léto s Katkou (dětský televizní seriál) – role neurčena
- 1976 Terezu bych kvůli žádné holce neopustil – ošetřovatel v zoo
- 1987 Figurky ze šmantů, povídka Příběh ohnivé Toničky – starší fanoušek